# 南吉祥寺
35°46′38″N 117°07′17″E / 35.77722°N 117.12139°E
南吉祥寺位于中国山西省陵川县礼义镇平川村，与北吉祥寺相距约2千米，1996年被列为第四批全国重点文物保护单位。
南吉祥寺始建于唐，宋天圣八年（1030年）迁至现址。坐北朝南，占地7081.65平方米，中轴线上有山门、过殿、圆明殿，两侧有钟鼓楼、配殿等建筑，其中过殿为宋代原构，圆明殿建于金代但经元代重修，余为元明清建筑。过殿面阔三间，进深六椽，单檐歇山顶。